# Bombowiec eskortowy
Bombowiec eskortowy (ang. escort bomber) – opracowana w okresie II wojny światowej koncepcja samolotu eskortowego będącego przebudowanym ciężkim bombowcem nie przenoszącym bomb ale wyposażonego w dodatkowe uzbrojenie obronne które zadaniem była ochrona "normalnych" bombowców.
Pod koniec 1942 i na początku 1943 lotnictwo amerykańskie nie dysponowało jeszcze myśliwcami eskortowymi o odpowiednio dalekim zasięgu będącymi w stanie zapewnić skuteczną obronę bombowców przed myśliwcami niemieckimi i amerykańskie dywizjony bombowe ponosiły bardzo wysokie straty.  Postanowiono wówczas zaadaptować istniejące już ciężkie bombowce do roli samolotów eskortowych.  Samoloty takie zostały wyposażone w dodatkowe uzbrojenie obronne i opancerzenie, ale nie miały przenosić żadnego ładunku bombowego.  Już pierwsze testy pokazały jednak, że koncepcja ta nie była udana, modyfikowane bombowce były cięższe i powolniejsze od ich normalnych wersji i projekt nie wyszedł poza fazę eksperymentalną.